# 本ノ木・田沢遺跡群
本ノ木・田沢遺跡群（もとのき・たざわいせきぐん）は、新潟県十日町市・中魚沼郡津南町にある縄文時代草創期の遺跡群。2019年（令和元年）10月16日に「本ノ木・田沢遺跡群 本ノ木遺跡 田沢遺跡 壬遺跡」の名称で国の史跡に指定された。

## 概要
信濃川と清津川の合流点付近に位置する、縄文時代草創期の生活文化を示す遺跡群である。清津川左岸にある本ノ木遺跡は縄文時代の始まりを巡る論争の舞台となったことで知られる。
段丘形成当初の自然堤防状の微高地において、1万5000年前を遡るころに1000点を超える槍先形尖頭器の製作が行われたA地点と、1万2700～1万2500年前以前に起こった信濃川対岸からの山体崩落の後に残された、押圧縄文土器と剥片石器や磨製石斧に特徴づけられるB地点からなる。清津川をはさんだ対岸には、本ノ木遺跡と同様に河川の自然堤防上に田沢遺跡、壬遺跡が隣接して残された。
田沢遺跡では隆起線文土器、爪形文土器、押圧縄文土器が主に出土し、壬遺跡では礫層直上から無文土器が、間層を挟んだその上層から隆起線文土器、円孔文土器、爪形文土器等が出土しており、本ノ木遺跡における二つの時期の間を埋める資料が得られている。
出土した石器群からは、旧石器時代以来の移動生活に適した石刃技法が衰退し有舌尖頭器等の各種尖頭器、そして石鏃等といった縄文時代に通有の両面加工技術が変遷する過程を示し、立地の変化からは河川での漁労など新たに出現しつつある環境への適応が開始したことが分かる。晩氷期の気候変動によって新たに形成されつつある環境に、人類がどのように適応したのかをよく表す遺跡群であり、旧石器時代から縄文時代への変遷を知る上で極めて重要である。
遺跡のすぐ近くには「農と縄文の体験実習館・なじょもん」がある。